# Naoto Hori
Naoto Hori (Kanagawa, 28 november 1964) is een voormalig Japans voetballer.